# Evreii sefarzi din România
Evreii sefarzi reprezintă o importantă comunitate din România, din punct de vedere istoric. În prezent, numărul acestora nu depășește câteva sute, aceștia aflându-se în mare parte în București.

## Istorie

### Începuturile
Majoritatea evreilor sefarzi au început să se stabilească în Țara Românească din secolul 16, deși cea mai veche atestare a lor este din anul 1496. Ei au ajuns în țările române din Imperiul Otoman, țara ce i-a primit când au fost exilați din Spania. 

### Comunitățile
În anul 1730, la insistențele consilierilor săi evrei Daniel de Fonseca și Celebi Mentz Bali, domintorul de atunci al Țării Românești, Nicolae Mavrocordat, le-a dat formal voie evreilor sefarzi să se organizeze în comunități. De atunci, conform istoricului Iuliu Barasch, au început mulți evrei sefarzi din Imperiul Otoman să se stabilească în România. Cu toate acestea, de-abia în anul 1819 a fost construită prima sinagogă a evreilor sefarzi în capitală (Sinagoga Cahal Grande), o dată cu reformele rabinilor Eliezer Papo și Damasc Eliezer. 

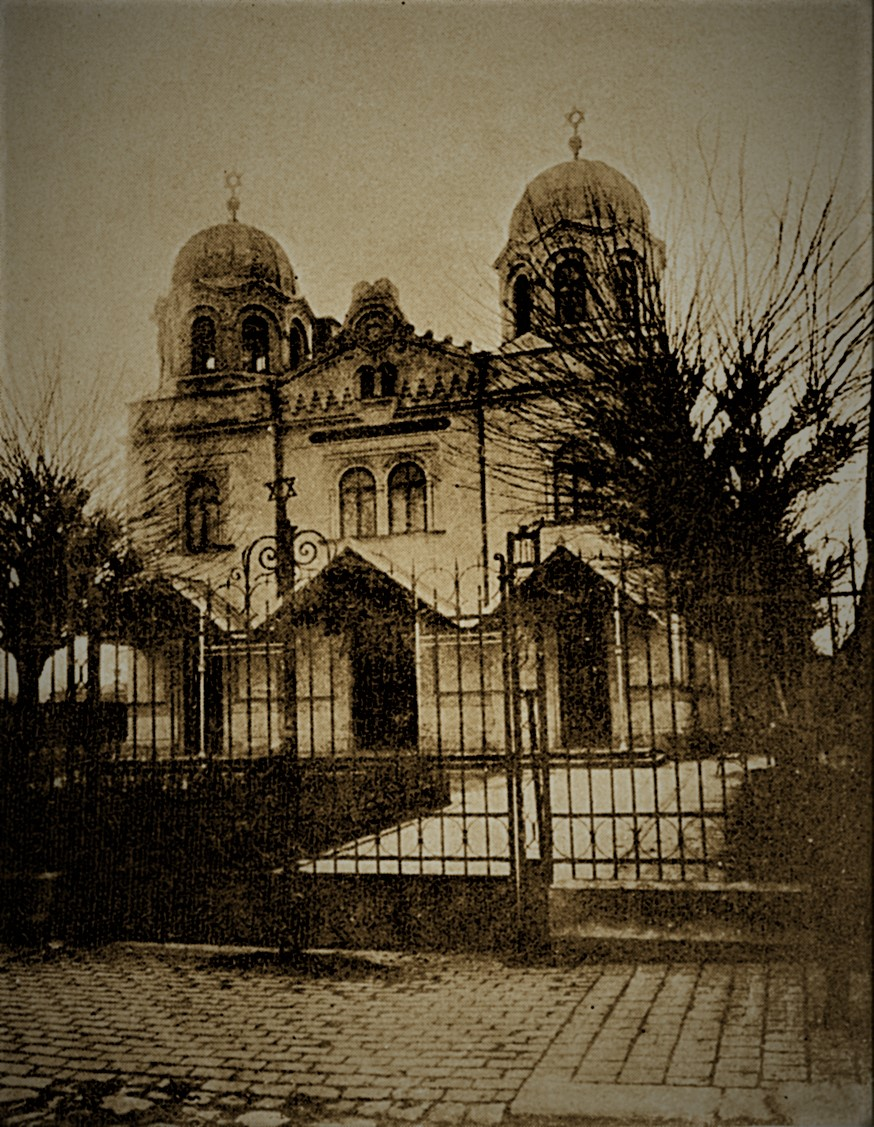
Sinagoga Cahal Grande din București a fost considerată una dintre cele mai frumoase sinagogi din Europa de Est. Aceasta a fost distrusă de legionari în timpul pogromului din capitală

De atunci, comunitatea sefardă din România a prosperat, în ciuda măsurilor antisemite luate de guvernele conduse de Ion C. Brătianu și Dimitrie A. Sturdza. În anul 1934, existau comunități sefarde în București (cea mai mare), Craiova, Ploiești, Turnu Severin, Timișoara, Corabia, Calafat, Brăila, Galați, Tulcea, Constanța și Giurgiu. Conform istoricului Iuliu Barasch, a existat o comunitate sefardă și în Focșani, iar conform istoricului Moses Gaster, a mai existat una și în Alba Iulia. 
Situația s-a înrăutățit pentru evreii sefarzi din anul 1937. Similar cu restul evreilor din România, aceștia au avut de suferit în urma legilor antisemite stabilite de Guvernul Octavian Goga, de Guvernul condus de Miron Cristea, dar în special de guvernul Statului Național-Legionar, o bună parte din aceștia (în special vârfurile) emigrând din România. În timpul Rebeliunii legionare (și implicit și a pogromului de la București), Sinagoga Cahal Grande a fost arsă de către legionari, fiind distrusă.
O dată cu instaurarea regimului comunist, evreii sefarzi români au emigrat în Israel, iar sinagogile au fost abandonate/demolate. În prezent, comunitatea locală este formată din câteva sute de oameni, în mare parte vârstnici, majoritatea acestora locuind în București. Evreii sefarzi români nu mai au momentan o sinagogă exclusiv a lor. Cu toate acestea, există și un număr mic de evrei sefarzi stabiliți în capitală (studenți, oameni de afaceri etc.), majoritatea din Israel.

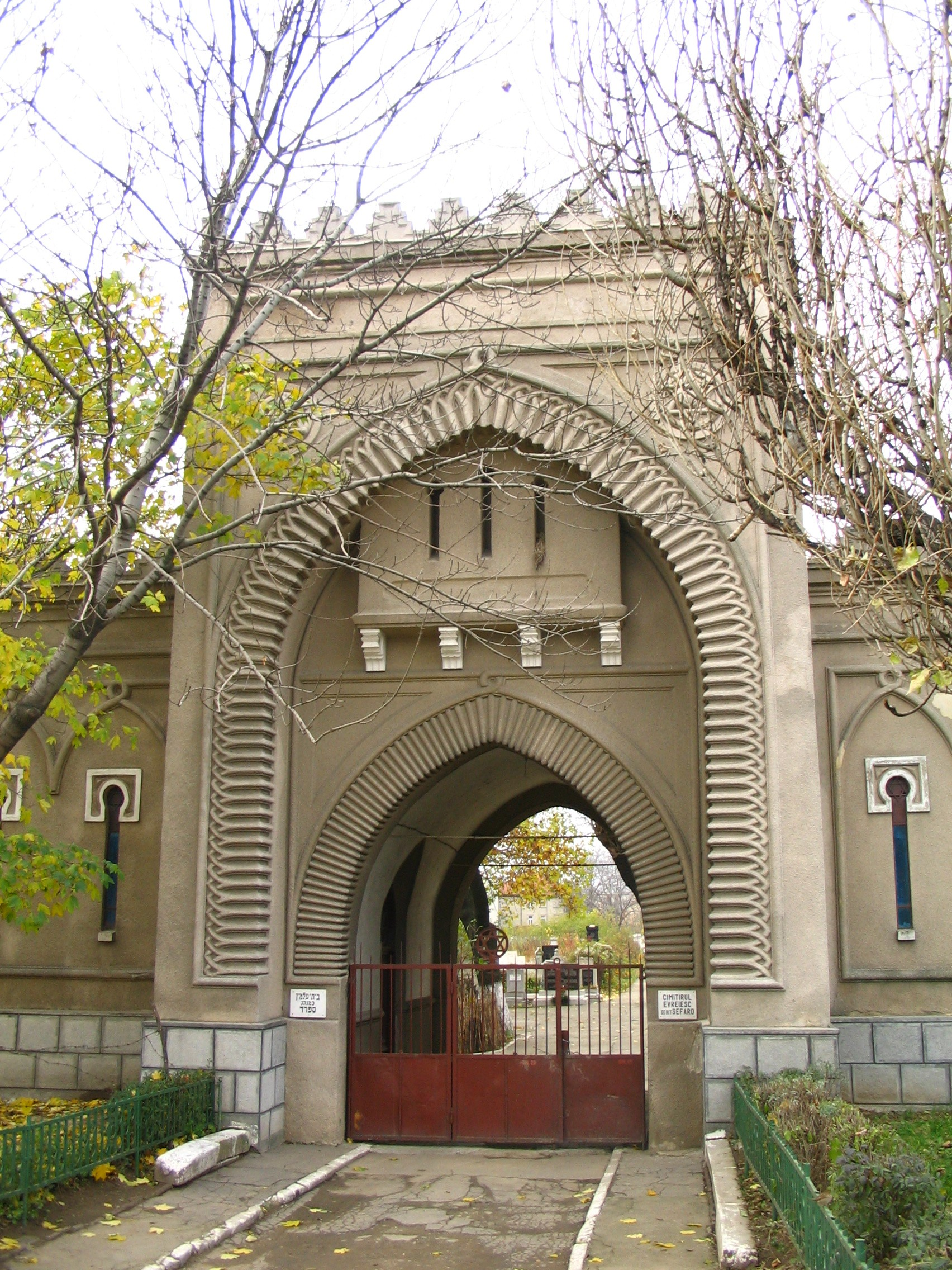
Cimitirul Sefard din București, cel mai important monument sefard din România, existent și azi și aflat și în funcțiune